# Zausodes areolatus
Zausodes areolatus är en kräftdjursart som beskrevs av Geddes 1968. Zausodes areolatus ingår i släktet Zausodes och familjen Harpacticidae. Inga underarter finns listade i Catalogue of Life.